# Котельников, Владилен Петрович
Владиле́н Петро́вич Коте́льников (19 мая 1932, Елабуга, Татарская АССР — 30 декабря 1974, Красноярск, Красноярский край) — советский инженер-механик. Занимался разработкой баллистических ракет для первых советских подводных лодок, работал в области специального машиностроения, ракетостроения и гражданской продукции машиностроения на Златоустовском и Красноярском машиностроительном заводе. За заслуги в оборонной промышленности и социальной работе удостоен высших государственных наград. Депутат ВС РСФСР 8-го созыва. Также является почётным гражданином Красноярска.

## Биография
Родился в Елабуге Татарской АССР в 1932 году. В 1956 окончил Казанский авиационный институт, после чего был устроен на Златоустовский завод, где проработал до 1969 года. Прошёл весь путь от инженера до начальника отдела испытаний. Вскоре был переведён в Красноярск на машиностроительный завод, где работал директором до 1974 года. В том же году умер в возрасте 42 лет.
Под руководством Котельникова разрабатывались баллистические ракеты для подводных лодок, на которых завод специализировался после войны. Параллельно с этим были открыты производства космической техники и ракетостроения: Котельников руководил проектами и разработкой спутников специального назначения 11Ф625 и 11Ф626, связных и телевизионных спутников «Молния», «Горизонт» и «Радуга», навигационных спутниковых систем. Также под началом Котельникова было освоено производство холодильников Бирюса пятой модели. Работая на заводе, Владилен Петрович много сделал для спортивной жизни работников предприятия. На спортивной базе завода тренировались красноярские борцы под руководством Д. Миндиашвили. В честь Котельникова проводится Всероссийский турнир по вольной борьбе. В 2011 году в честь Дня космонавтики при участии И. Ковалёва на площади перед главным зданием СибГАУ (около ракеты) была установлена памятная плита памяти Котельникова.